# 尼娜·米特兰姆
尼娜·米特兰姆（德語：Nina Mittelham，1996年11月23日—），德国乒乓球运动员，2019年欧洲运动会女子团体金牌得主、2022年世界乒乓球团体锦标赛女子团体铜牌得主、2022年WTT利马挑战赛女子单打金牌得主。